# Cuneo (architettura)

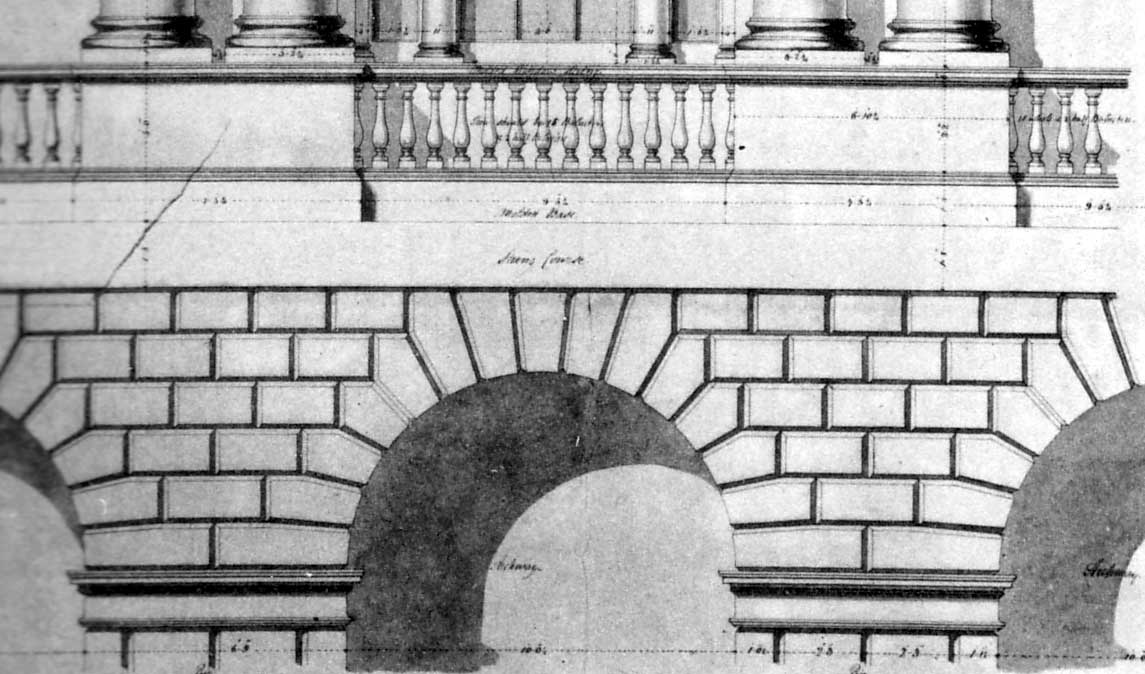
William Henry Playfair, Università di Edimburgo: i bordi smussati di ciascun blocco di pietra enfatizzano i cunei

In architettura, un cuneo è ciascuno degli elementi dell'arco o volta, costituito da un blocco di pietra (concio) con due facce convergenti sull'asse dell'intradosso, le quali formano la superficie di combaciamento e di contrasto con le analoghe facce degli elementi contigui.
Sebbene ogni unità di un arco o volta sia un cuneo, due unità hanno una distinta unità funzionale: la chiave di volta e l'imposta. La chiave di volta è la pietra o unità muraria centrale all'apice di un arco. (Spesso è decorata o ingrandita. Una chiave di volta ingrandita o leggermente abbassata si trova spesso negli archi manieristi del XVI secolo, come il portale della "chiesa canonica" al Castello di Colditz.) L'imposta è il cuneo più basso, ubicato dove la curva dell'arco si diparte dal sostegno verticale, che può essere il rinfianco di un muro o un piedritto.
Ogni cuneo scarica la spinta della massa sovrastante, trasferendola da una pietra all'altra fino alla faccia inferiore dell'imposta, che è orizzontale e passa la spinta ai sostegni. Gli archi con i cunei distribuiscono il peso in modo efficiente e ricavano il massimo vantaggio dalla forza compressiva della pietra, come in un ponte ad arco.
Nell'architettura romanica orientale e araba i cunei sono spesso a colori alternati, solitamente rosso e bianco.
Durante il XVIII e XIX secolo i muratori britannici si resero conto che ispessendo la giuntura verticale della malta tra mattoni di forma regolare dal basso verso l'alto che potevano costruire un arco ellittico di forza utile sopra una "sagoma" normale o sopra una centina di legno appositamente costruita (centina da rimuovere dopo la costruzione del primo strato). I mattoni usati in tale arco sono spesso chiamati cunei.